# George Williams (fotbollsspelare)
George Christopher Williams, född 7 september 1995, är en walesisk fotbollsspelare som spelar för Grimsby Town. Han representerar även Wales landslag.

## Karriär
Den 12 juni 2018 värvades Williams av League Two-klubben Forest Green Rovers, där han skrev på ett tvåårskontrakt. Den 13 augusti 2020 värvades Williams av Grimsby Town, där han skrev på ett tvåårskontrakt.